# Болеславешки окръг
Болеславешки окръг (на полски: Powiat bolesławiecki) е окръг в Югозападна Полша, Долносилезко войводство. Заема площ от 1303,51 км2. Административен център е град Болеславец.

## География
Окръгът се намира в историческата област Долна Силезия. Разположен е в западната част на войводството.

## Население
Населението на окръга възлиза на 90 528 души (2012 г.). Гъстотата е 69 души/км2.

## Административно деление
Административно окръгът е разделен на 6 общини.
Градска община:
- Болеславец

Градско-селска община:
- Община Новогроджец

Селски общини:
- Община Болеславец
- Община Варта Болеславецка
- Община Громадка
- Община Ошечница

## Галерия
- Болеславец
- Новогроджец